# Lúcio Costa

Een schets van Costa door Patrick L. Gallegos.

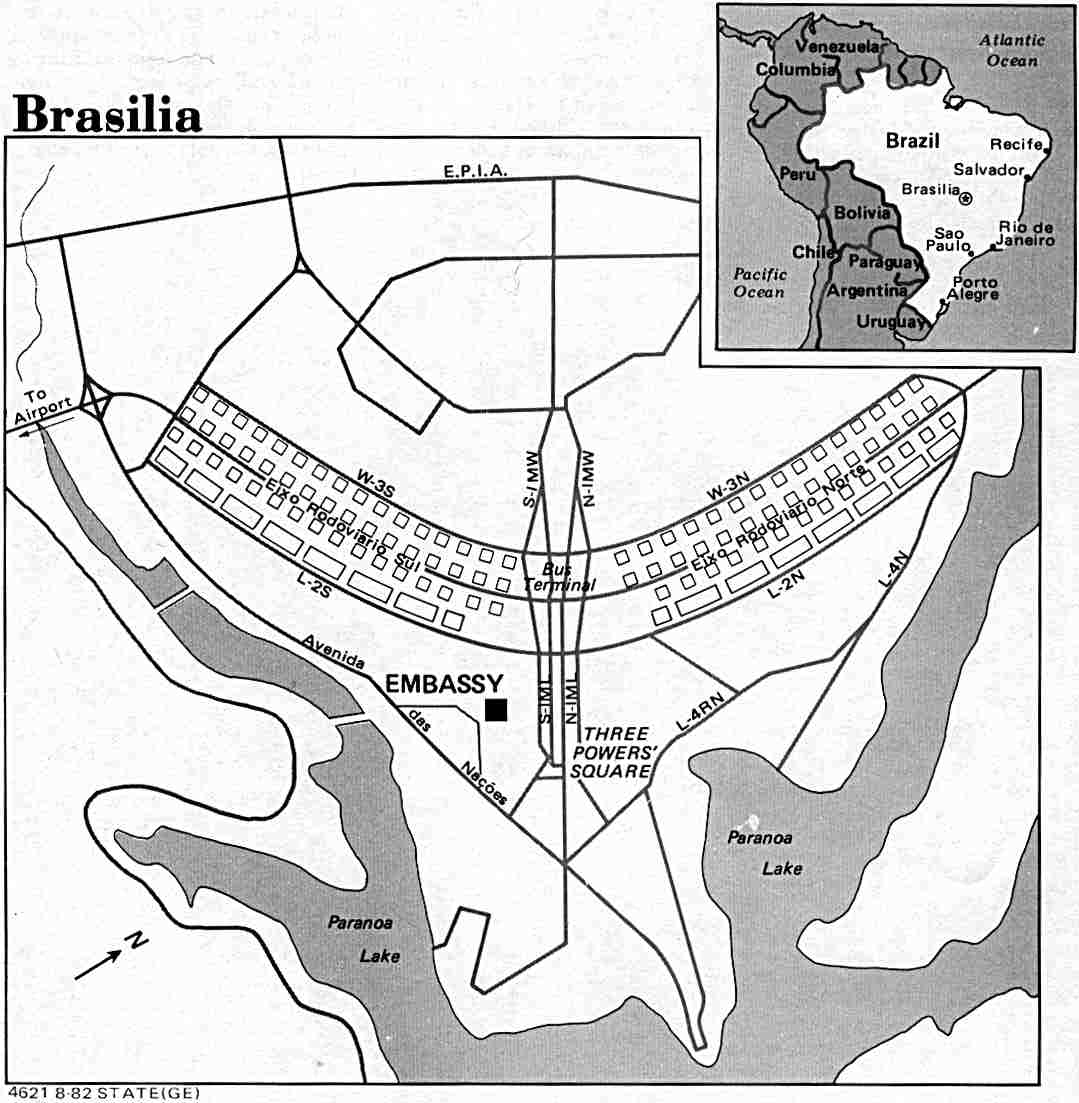
Stedenbouwkundig ontwerp van Costa voor Brasilia in Brazilië (Plano Piloto, 1956)

Lúcio Costa (Toulon (Frankrijk), 27 februari 1902 – Rio de Janeiro, 13 juni 1998) was een Braziliaans architect en stedenbouwkundige, die wereldwijd bekendheid verwierf met zijn ontwerp van het stratenplan van Brasília.
Hij groeide op in verschillende landen vanwege het beroep van zijn vader, de admiraal Joaquim Ribeiro da Costa. Hierdoor was de scholing van Lucio Costa tamelijk veelzijdig: Hij bezocht de Royal Grammar School in Newcastle (Verenigd Koninkrijk) en het Collège National in Montreux, (Zwitserland).
In 1917 keerde hij terug naar Brazilië en korte tijd later begon hij aan de studie architectuur aan de Escola Nacional de Belas Artes, dat toen nog een neoklassieke architectuur onderwees. In de eerste jaren na zijn studie werd Lucio Costa beïnvloed door de Frans-Zwitserse architect Le Corbusier en verliet hij het neoklassieke pad.
Hij begon een vennootschap met de Oekraïense architect Gregori Warchavski, die het eerste modernistische project in Brazilië ontwierp. In 1932 is hij enkele maanden directeur van de Escola Nacional de Belas Artes, waar hij een cursus over moderne architectuur introduceert. Onder zijn studenten bevond zich de jonge Oscar Niemeyer.
Costa overtuigde Le Corbusier om in 1936 naar Brazilië te komen voor een serie conferenties. Onderwijl werkte hij aan het plan voor het hoofdkantoor van het ministerie van Onderwijs en Gezondheid in Rio de Janeiro. De moderne architectuur van dit ontwerp paste goed bij de ideeën van de dictator Vargas over moderniteit en vooruitgang van Brazilië. Costa, hoewel hij alleen werd uitgenodigd voor het ontwerp van dit project, verdeelt het werk onder zijn voormalige leerling Oscar Niemeyer, zijn vennoot Carlos Leão, Ernani Vasconcellos en Affonso Eduardo Reidy.
In 1938 ontwierp hij samen met Oscar Niemeyer het Braziliaanse paviljoen op de wereldtentoonstelling in New York.
Toen de regering van president Juscelino Kubitschek een concours uitschreef voor het ontwerp van een nieuwe hoofdstad in 1957, zond Costa een voorontwerp dat inging tegen enkele 'terms of reference' van het project. Desondanks won hij met een nagenoeg unanieme jury. Hij ontwierp het stratenplan van Brasília en werd in de hele wereld bekend, evenals Oscar Niemeyer, de ontwerper van het leeuwendeel van de openbare gebouwen in Brasília.
Na de bouw van Brasília ontving Costa vele uitnodigingen om stadsplannen te ontwerpen, zowel in Brazilië als in het buitenland. 
Lucio Costa overleed op 96-jarige leeftijd in Rio de Janeiro waar hij het grootste deel van zijn leven heeft gewoond. Hij liet één dochter na: Ana Elisa Costa die ook werkt als architect.
- Bibliothèque nationale de France: cb137745713 (data)
- Catàleg d'autoritats de noms i títols de Catalunya: 981058512497006706
- Gemeinsame Normdatei: 119406683
- International Standard Name Identifier: 0000 0000 6653 9624
- Library of Congress Control Number: n87920210
- Nationale Bibliotheek van Tsjechië: xx0216799
- Nationale Bibliotheek van Israël: 987007429870205171
- Nederlandse Thesaurus van Auteursnamen: 315719222
- Istituto Centrale per il Catalogo Unico: CFIV069302
- Système universitaire de documentation: 066910471
- Union List of Artist Names: 500033205
- Virtual International Authority File: 24785160
- WorldCat: E39PBJpJcrJhHbMHhXx9cF9JjC